# MeCab
O MeCab é uma biblioteca de segmentação de texto de código aberto para uso com texto escrito no idioma japonês originalmente desenvolvido pelo Instituto Nara de Ciência e Tecnologia e atualmente mantido por Taku Kudou  (工藤拓) como parte de seu trabalho no projeto Google Japanese Input. O nome deriva da comida favorita do desenvolvedor, mekabu (和布蕪), um prato japonês feito de folhas de wakame.
O software foi originalmente baseado no ChaSen e foi desenvolvido com o nome ChaSenTNG, mas depois foi desenvolvido independentemente do ChaSen e reescrito do zero. A precisão da análise do MeCab é comparável ao ChaSen e sua velocidade de análise é de 3 a 4 vezes mais rápida, em média. Em 2007, o Google usou o MeCab para gerar dados em n-gram para um grande corpus de texto em japonês, publicado em seu blog do Google Japan. O MeCab também é usado para entrada em japonês no MacOS X 10.5 e 10.6 e no iOS desde a versão 2.1.

## Exemplo
Entrada:
```
ウィキペディア（Ｗｉｋｉｐｅｄｉａ）は誰でも編集できるフリー百科事典です
```

Resulta em:
```
ウィキペディア	名詞,一般,*,*,*,*,*
（	記号,括弧開,*,*,*,*,（,（,（
Ｗｉｋｉｐｅｄｉａ	名詞,固有名詞,組織,*,*,*,*
）	記号,括弧閉,*,*,*,*,）,）,）
は	助詞,係助詞,*,*,*,*,は,ハ,ワ
誰	名詞,代名詞,一般,*,*,*,誰,ダレ,ダレ
でも	助詞,副助詞,*,*,*,*,でも,デモ,デモ
編集	名詞,サ変接続,*,*,*,*,編集,ヘンシュウ,ヘンシュー
できる	動詞,自立,*,*,一段,基本形,できる,デキル,デキル
フリー	名詞,一般,*,*,*,*,フリー,フリー,フリー
百科	名詞,一般,*,*,*,*,百科,ヒャッカ,ヒャッカ
事典	名詞,一般,*,*,*,*,事典,ジテン,ジテン
です	助動詞,*,*,*,特殊・デス,基本形,です,デス,デス
EOS

```

Além de segmentar o texto, o MeCab também lista a parte do discurso da palavra e, se aplicável e no dicionário, a sua pronúncia. No exemplo acima, o verbo できる (dekiru, "ser capaz de") é classificado como ichidan (一段) verb (動詞) no tempo infinitivo (基本形). A palavra でも (demo) é identificada como um partícula adverbial (副助詞).Como nem todas as colunas se aplicam a todas as palavras, quando uma coluna não se aplica a uma palavra, um asterisco é usado; isso possibilita formatar as informações após a palavra e a tecla tabuladora como a comma-separated values.
O MeCab também suporta vários formatos de saída; um dos quais, chasen, produz tab-separated values em um formato que os programas escritos para o ChaSen possam usar. Outro formato, yomi (do 読む yomu, ler), produz a pronúncia do texto de entrada como katakana, como mostrado abaixo.
```
ウィキペディア（Ｗｉｋｉｐｅｄｉａ）ハダレデモヘンシュウデキルフリーヒャッカジテンデス
```